# 馬昂
馬昂（1399年—1476年），字景高，祖籍河南祥符縣，後移籍滄州。明朝政治人物，官至太子少保、戶部尚书。

## 生平
馬昂初為第子員，永樂二十一年（1423年）癸卯科鄉試中舉，次年參加會試落第，入國子監。宣德丙午，因儀容俊偉，聲音宏亮，授行在鴻臚寺序班。正統二年（1437年），經廷臣推薦，升監察御史，奉命整飭宣府、大同、偏頭關兵備，又巡按陝西、淮陽、徽州等處，所至有聲。
正統八年（1443年），升刑部右侍郎。不久改右副都御史，參贊甘肅軍務。景泰元年（1450年），因乞疾忤旨，命致仕。
景泰五年（1454年），兩廣夷寇擾壤，朝廷召王翺還朝，任吏部尚書，起用馬昂代王翺總督兩廣軍務，兼任巡撫，便宜行事。马昂来粤后在广州东郊兴建了东较场，即今天的广东省人民体育场的前身，此场地作为练兵、比武用途，经清朝一直流传至今。王翺到任，平定禍亂，升左都御史。
天順二年（1458年），升兵部尚書。平定曹欽叛亂，進太子少保，仍掌兵部事。
天順八年（1464年），憲宗即位，馬昂調任戶部尚書。成化四年（1468年）致仕。成化十二年（1476年）卒，享年七十八歲。訃聞，朝廷追贈少保，諡恭襄，遣官諭祭、營葬。